# 池田沙代
池田 沙代（いけだ さよ、1988年5月13日 - ）は、日本の女性モデル。愛称は“SAYOPI”。
株式会社ピベルダ代表取締役社長（2015年4月辞任）、日本初のセルフホワイトニング専門店、『WhiteningBAR』を店舗展開していた。
現在は主にブロガー、YouTuberとして活動。

## 略歴
大阪府出身。過去の所属事務所はアリスプロジェクト、のちにスターダストプロモーション所属となる。
専門学生時代に携帯ブログサイト『Decolog』でアクセス数上位になりブロガーの仲間入りを果たす。20歳の時に上京して、ブロガーとして活動、後に身長148cmと小柄な体型を生かしSサイズモデルとして雑誌『EDGE STYLE』の専属モデルとなる。身長が低い事で、ファッションよりもヘアメイクの仕事が多く、商品プロデュースやメイク動画等の美容の仕事を受けることが多かった。
2013年『歯のホワイトニング専門店WhiteningBAR』をフランチャイズを含め全国に展開し起業、2015年4月に代表取締役を辞任、現在は主にホワイトニングバーのPRでありブロガーやYoutuberとして活動している。

## 人物
- DECOLOGではSAYOPIという愛称で人気ブロガーの仲間入りをし、特に10代後半から20代前半から支持を集めている。
- 関西コレクション等ファッションショーにも出演し、現在はモデルとして活動している。
- 人気ブロガーからSサイズモデルとして「EDGE STYLE」（双葉社）の専属モデルとなる。
- カネボウコスミリオン第10代POPガールとして、2011年3月7日から全国のファミリーマートにてSAYOPIとしてPOPが飾られている。
- つけまつげやカラーコンタクトをプロデュースをする等、プロデューサーとしても活動している。
- 本人のブログより猫が苦手で近くに近づけないほど。本人は克服することを望んでいる。
- ヘアメイクの専門学校を卒業しているがその職にはついていない。
- 姉が1人いる[3]。
- 同じ大阪出身であるタレント・尾崎ナナと仲が良く、ブログにも度々登場する[4]。
- 2013年7月に起業し株式会社ピベルダの代表取締役社長になる[5]。
- 2013年8月31日1店舗目の『歯のホワイトニング専門店WhiteningBAR表参道原宿店』を開店した[2]。

## 出演

### 雑誌
- EDGESTYLE専属モデル（双葉社）

### テレビ番組
- 女子☆ブロ（テレビ東京）
- アイドルスナイパー3（テレビ大阪）

### プロデュース
- 株式会社銀座コスメティックラボDECOLOGアイラッシュ『Who's?』
- カラーコンタクト池田沙代プロデュース『PUREEYE』（三色展開）
- EDGESTYLE×池田沙代　コラボネックス発売

### イメージガール
- テクノメディカル　カラコン『ファンキーホイップ』イメージガール
- カネボウコスミリオン第10代。第１２代POPガール